# Selecció de futbol de Veneçuela
La Selecció de futbol de Veneçuela és l'equip representatiu del país a les competicions oficials. Està dirigida per la Federació Veneçolana de Futbol (en castellà, Federación Venezolana de Fútbol), pertanyent a la Confederació Sud-americana de Futbol. Se la coneix com la Vinotinto (la "Vi vermell") pel color de l'uniforme.
La presència internacional de la selecció es limita a les participacions en la Copa Amèrica, on no ha arribat a millorar la cinquena plaça.

## Competicions internacionals

### Participacions en la Copa del Món
- De 1930 a 1954 – No participà
- El 1958 – Retirada
- El 1962 – No participà
- De 1966 a 1970 – No es classificà
- El 1974 – Retirada
- De 1978 a 2018 – No es classificà

### Participacions en la Copa Amèrica
- De 1916 a 1963 – No participà
- 1967 – 5è
- 1975 – Primera fase
- 1979 – Primera fase
- 1983 – Primera fase
- 1987 – Primera fase
- 1989 – Primera fase
- 1991 – Primera fase
- 1993 – Primera fase
- 1995 – Primera fase
- 1997 – Primera fase
- 1999 – Primera fase
- 2001 – Primera fase
- 2004 – Primera fase
- 2007 – Quarts de final
- 2011 - Semifinals (al final, 4a posició)
- 2015 - Primera fase
- 2016 - Quarts de final

## Equip
Jugadors convocats per la Copa Amèrica 2015
| Dorsal | Posició | Jugador             | Data de naixement/edat | Partits | Gols | Club                   |
| ------ | ------- | ------------------- | ---------------------- | ------- | ---- | ---------------------- |
| 1      | POR     | Alain Baroja        | 23 d'octubre de 1989   | 4       | 0    | Caracas                |
| 12     | POR     | Dani Hernández      | 21 d'octubre de 1985   | 20      | 0    | Tenerife               |
| 23     | POR     | Wuilker Faríñez     | 15 de febrer de 1998   | 0       | 0    | Caracas                |
| 2      | DEF     | Wilker Ángel        | 18 de març de 1993     | 1       | 1    | Deportivo Táchira      |
| 3      | DEF     | Andrés Túñez        | 15 de març de 1987     | 12      | 0    | Buriram United         |
| 4      | DEF     | Oswaldo Vizcarrondo | 31 de maig de 1984     | 62      | 8    | Nantes                 |
| 5      | DEF     | Fernando Amorebieta | 29 de març de 1985     | 13      | 1    | Middlesbrough          |
| 6      | DEF     | Gabriel Cichero     | 25 d'abril de 1984     | 57      | 4    | Mineros de Guayana     |
| 16     | DEF     | Roberto Rosales     | 20 de novembre de 1988 | 55      | 0    | Málaga                 |
| 20     | DEF     | Grenddy Perozo      | 28 de febrer de 1986   | 45      | 2    | Ajaccio                |
| 8      | MIG     | Tomás Rincón        | 13 de gener de 1988    | 59      | 0    | Genoa                  |
| 10     | MIG     | Ronald Vargas       | 2 de desembre de 1986  | 18      | 3    | AEK Athens             |
| 11     | MIG     | César González      | 1 d'octubre de 1982    | 58      | 5    | Deportivo Táchira      |
| 13     | MIG     | Luis Manuel Seijas  | 23 de juny de 1986     | 54      | 2    | Santa Fe               |
| 14     | MIG     | Franklin Lucena     | 20 de febrer de 1981   | 59      | 2    | Deportivo La Guaira    |
| 15     | MIG     | Alejandro Guerra    | 9 de juliol de 1985    | 43      | 4    | Atlético Nacional      |
| 18     | MIG     | Juan Arango         | 17 de maig de 1980     | 125     | 22   | Tijuana (Captain)      |
| 19     | MIG     | Rafael Acosta       | 13 de febrer de 1989   | 9       | 0    | Mineros de Guayana     |
| 22     | MIG     | Jhon Murillo        | 4 de juny de 1995      | 1       | 1    | Benfica                |
| 7      | DAV     | Nicolás Fedor       | 19 d'agost de 1985     | 50      | 10   | Rayo Vallecano         |
| 9      | DAV     | Salomón Rondón      | 16 de setembre de 1989 | 39      | 13   | Zenit Saint Petersburg |
| 17     | DAV     | Josef Martínez      | 19 de maig de 1993     | 17      | 3    | Torino                 |
| 21     | DAV     | Gelmin Rivas        | 23 de març de 1989     | 3       | 0    | Deportivo Táchira      |